# Stanulus talboti
Stanulus talboti är en fiskart som beskrevs av Springer, 1968. Stanulus talboti ingår i släktet Stanulus och familjen Blenniidae. Inga underarter finns listade i Catalogue of Life.